# Pakawie
Pakawie – wieś w Polsce położona w województwie wielkopolskim, w powiecie szamotulskim, w gminie Wronki.

## Historia
Wieś pierwotnie związana była z Wielkopolską i ma metrykę średniowieczną. Istnieje co najmniej od drugiej połowy XIII wieku. Po raz pierwszy odnotowana została w języku łacińskim dokumencie z 1284 (wg kopii XVI wiecznej) pod nazwą "Pachawe", 1443 "Pakawye", 1463 "Pacawye", 1499 "Pakavye", 1508 "Paccavye".
Miejscowość była początkowo własnością rycerską należącą do polskiej szlachty z rodu Chrzypskich, którzy od nazwy wsi Chrzypsko Wielkie przyjęli odmiejscowe nazwisko oraz do Kociuskich. W 1443 wieś Pakawie leżała w powiecie poznańskim województwa poznańskiego w Koronie Królestwa Polskiego. W latach 1508 należała do parafii biezdrowskiej.
Pierwsza wzmianka o wsi z 1284 pochodzi z dokumentu wystawionego przez kancelarię księcia wielkopolskiego Przemysła II, który zatwierdził przywileje immunitetowe dla dóbr kasztelana poznańskiego Tomisława z Szamotuł herbu Nałęcz, m.in. dla Pakawia położonego po obu stronach jeziora zwanego "Gać" zwanego obecnie jeziorem Dużym lub Lubaskim.
Kolejne zachowane zapisy pochodzą dopiero z XV wieku. W 1443 Bartłomiej Basz z Przyborowa zakupił od Piotra z Obrzycka Chrzypsko, Kąty i Pakawie za 1400 grzywien. W 1444 Jan i Wojciech bracia z Kunowa sprzedali Domaratowi z Mościsk w powiecie nakielskim wieś Pakawie, którą nabyli od Piotra Obrzyckiego za 200 grzywien. W 1472 dokonano podziału majątku pomiędzy braci Mikołaja, Macieja i Wojciecha Chrzypskich, w wyniku którego Maciej otrzymał połowę połowy Chrzypska Wielkiego, Pakawia oraz Kątów. Wojciech otrzymał natomiast części Chrzypska Wielkiego i Małego oraz Przyborowa, a Mikołaj pleban w Chrzypsku otrzymał połowę Chrzypska Wielkiego, Pakawia i Kątów. W 1476 Maciej Chrzypski uznał wynikające z prawa bliższości roszczenia swojej bratanicy Anny córki zmarłego Wojciecha z Przyborowa do 1/4 wsi Chrzypsko, Pakawie oraz Kąty po zmarłym Mikołaju plebanie w Chrzypsku. W 1462 biskup poznański Andrzej Bniński nadał kościołowi parafialnemu w Psarskiem dziesięcinę snopową w Pakawiu, należącą dotąd do stołu biskupiego.
W 1502 bracia Benedykt, Kielcz zwany też Kilianem, Jan i Bartłomiej Chrzypscy podzielili między siebie dobra, a w nich połowę Chrzypska Małego i Wielkiego oraz całe Przyborowo, Pakawie oraz Śródkę w parafii Chrzypsko. Bartłomiej otrzymał połowę Chrzypska Wielkiego i Małego. W latach 1508-1510 jako właściciele we wsi odnotowani zostali Jan i Kilian Chrzypscy. W 1509 Jan Chrzypski zapisał wikariuszom katedry poznańskiej dwie kopy czynszu od sumy 30 grzywien na Pakawiu oraz na Przyborowie.
W 1513 Anna Jabłkowska, wdowa po Bartłomieju Chrzypskim, a wówczas żona Jana Prusieckiego, sprzedała z zastrzeżeniem prawa odkupu swojemu synowi Wawrzyńcowi Chrzypskiemu oprawę wdowią zapisaną przez pierwszego męża na Chrzypsku Wielkim i Chrzypsku Małym, Pakawiu, Kolnie, Śródce, Przyborowie i Kątach za 170 grzywien, a w 1517 ponowiła tę sprzedaż za 270 grzywien. W 1514 Kilian Chrzypski zapisał wikariuszom katedry poznańskiej czynsz od sumy 48 grzywien na połowie Chrzypska Wielkiego i Małego oraz 1/4 Pakawia. W 1516 Jan Chrzypski z Przyborowa zapisał swojej żonie Reginie Świączyńskiej po 250 grzywien posagu oraz wiana na połowie swych części Przyborowa, Śródki i Pakawia. W 1517 Jan Chrzypski pozwał swego brata Kiliana o usunięcie przemocą z dóbr w Chrzypsku Wielkim i Małym, Kątach, Kolnie, Śródce, Pakawiu i Przyborowie. Kilian odpowiedział, że jego działanie zgodne było z obowiązującym od 16 lat podziałem braterskim. Przy pośrednictwie rozjemców bracia zawarli ugodę w wyniku czego Kilian miał odstąpić Janowi część Przyborówka (odziedziczoną po zmarłym bracie Benedykcie plebanie w Chrzypsku), wypłacić mu 40 złotych węgierskich oraz dokonać nowego podziału Pakawia oraz Śródki, z udziałem bratanka Wawrzyńca, syna zmarłego Bartłomieja Chrzypskiego. Kilian miał też oddać Janowi jedną z przypadłych mu w działach toni niewodowych na wielkim jeziorze w Śródce. W 1521 Kilian Chrzypski zapisał swojej żonie Elżbiecie Ćmachowskiej po 200 grzywien posagu oraz wiana na Strzeżminie oraz na części Pakawia. W 1534 Kilian Chrzypski ustanowił Andrzeja Jaktorowskiego oraz swego szwagra Piotra Ćmachowskiego, Piotra Włościejewskiego oraz swoją żonę Elżbietą Ćmachowską opiekunami swoich dóbr w Chrzypsku Wielkim i Małym, Białczu, Strzeżminie, Pakawiu, Śremie i Chalinie, a także swych dzieci Jana, Wojciecha, Agnieszki, Katarzyny, Zofii oraz Małgorzaty.
W latach 1513-1543 jako włwściciel Pakawia odnotowany został także Wawrzyniec Chrzypski, syn Bartłomieja. W 1543 zapisał on swej żonie Dorocie córce zmarłego Wincentego Spławskiego po 500 grzywien posagu oraz wiana na połowie swojej części Chrzypska Wielkiego i Małego oraz Pakawia. W 1542 Jan Chrzypski wraz z żoną Reginą oddali swojej córce Annie żonie Macieja Pawłowskiego z Pawłowic w powiecie kościańskim połowę Śródki, Przyborówka oraz część Pakawia, a Maciejowi Pawłowskiemu te same dobra sprzedała za 200 złotych. Pawłowski dał teściom te dobra w dożywocie, a swojej żonie zapisał po 300 grzywien posagu i wiana. W 1545 Maciej Pawłowski dał Zofii córce zmarłego Jana Chrzypskiego oraz żonie Mikołaja Pawłowskiego połowę połowy wsi Śródka, połowę wsi Przyborówko oraz części Pakawia, które nabył od zmarłego Macieja Chrzypskiego. W 1545 Zofia Chrzypska dała swojej matce Reginie połowę wsi Śródka, Przyborówko i część Pakawia.
W 1564 Wojciech Chrzypski zapisał swojej przyszłej żonie Katarzynie córce Janusza Przecławskiego po 2500 złotych posagu oraz wiana na połowie Chrzypska Wielkiego i Małego, Strzeżmina, Pakawia i Białcza, a w 1565 zapisał jej już jako żonie po 2700 złotych posagu oraz wiana. W latach 1570-1571 Jakub Chrzypski wykupuje od spadkobierców zmarłego Wojciecha Chrzypskiego prawo do Chrzypska Wielkiego i Małego, Strzeżmina, Pakawia oraz Białcza. W latach 1574-1583 jako dziedzic w Pakawiu odnotowany został Jan Pawłowski z Pawłowic w powiecie kościańskim. W 1577 Jan sprzedał z zastrzeżeniem prawa odkupu Andrzejowi Kociuskiemu swoją część Pakawia za 2000 złotych. W 1594 jako dziedzica we wsi odnotowano Jakuba Komorowskiego, którą to nabył od Bartłomieja Pawłowskiego. W 1598 dziedzicami miejscowości był Wojciech Chrzypski z braćmi oraz Jakub Komorowski.
Miejscowość odnotowały także historyczne rejestry podatkowe dzięki, którym znamy stosunki własnościowe we wsi. W 1499 wieś zalegała z podatkami. W 1508 miał miejsce pobór z działu Kiliana Chrzypskiego od 2,5 łana, a z działu Jana Chrzypskiego od 5 łanów. W 1509 odbył się pobór z działu Kiliana Chrzypskiego od 2,5 łana, z działu Jana Chrzypskiego od 5,5 łana oraz od karczmy po 3 grosze. W 1510 pobrano podatki z działu Jana Chrzypskiego od 5 łanów, a z działu Kiliana Chrzypskiego od 2,5 łana. W 1577 miał miejsce pobór z działów Jakuba Chrzypskiego i pana Kociuskiego. W 1580 pobrano podatki z działu Andrzeja Koczinskiego vel Kociuskiego od 4 półłanków, 5 zagrodników, dwóch komorników, a z działu Jakuba Chrzypskiego od dwóch łanów, dwóch zagrodników oraz od jednego łana opuszczonego.
W 1580 r. wieś należała do Jędrzeja Kosińskiego i Jakuba Chrzypskiego, a od końca XVIII w. - do Kwileckich z Wróblewa. Wieś szlachecka położona była w 1580 roku w powiecie poznańskim województwa poznańskiego w Rzeczypospolitej Obojga Narodów. Wskutek II rozbioru Polski w 1793, miejscowość przeszła pod władanie Prus i jak cała Wielkopolska znalazła się w zaborze pruskim.
Nazwa wsi pochodzi prawdopodobnie od imienia Paweł - Pak. Miejscowa tradycja wywodzi ją od Napoleona, który tu jakoby pisał i "po kawie" ruszył w dalszą drogę.
W latach 1975–1998 miejscowość administracyjnie należała do województwa pilskiego.
Wieś położona 10 km na zachód od Wronek, przy trasie drogi wojewódzkiej nr 145, nad jeziorem Pakawskim, zwanym też Mylinek o powierzchni około 30 ha.
W południowej części wsi rosną 2 dęby o obwodzie 500 i 540 cm. Na południe od Jeziora Dużego, w tej samej rynnie jeziornej, znajduje się Jezioro Małe o pow. 5 ha.